# Sosniwka (Konotop)
Sosniwka (ukrainisch Соснівка; russisch Сосновка Sosnowka) ist ein Dorf in der ukrainischen Oblast Sumy mit etwa 900 Einwohnern (2001).

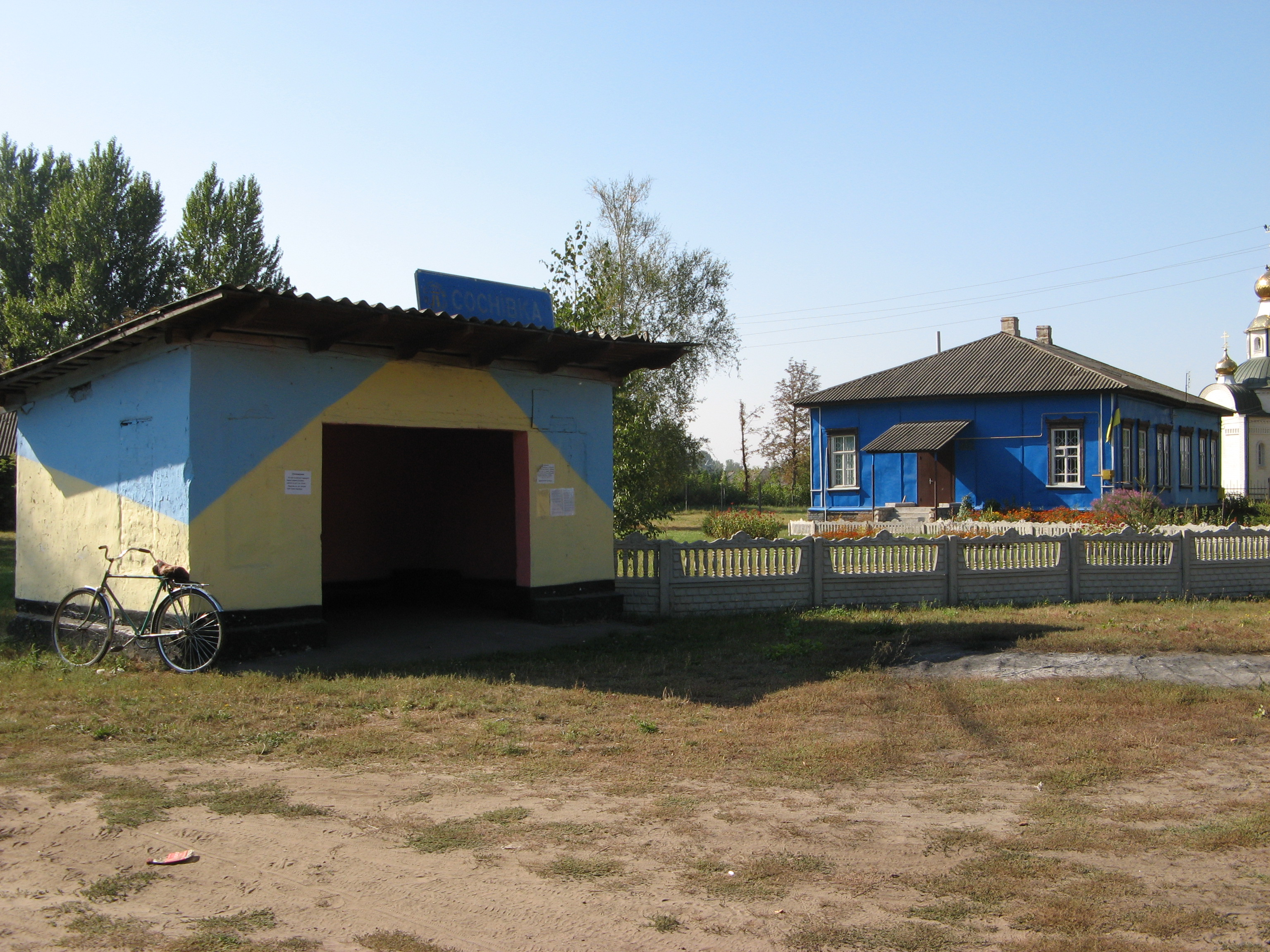
Blick ins Dorf

Das Anfang des 17. Jahrhunderts erstmals schriftlich erwähnte Dorf ist das administrative Zentrum der gleichnamigen Landratsgemeinde im Westen des Rajon Konotop, zu der noch das Dorf
Wilne (Вільне, ⊙) mit etwa 15 Einwohnern
und die Selyschtsche Schewtschenkiwske (Шевченківське, ⊙) mit etwa 650 Einwohnern gehört.
Die Ortschaft liegt auf einer Höhe von 150 m nahe der Quelle der Kukolka (Куколка), einem 31 km langen, linken Nebenfluss des Seim, 13 km südwestlich vom Rajonzentrum Konotop und etwa 130 km westlich vom Oblastzentrum Sumy.
Durch das Dorf verläuft die Territorialstraße T–19–25.